# Synagoge (Eisenstadt)

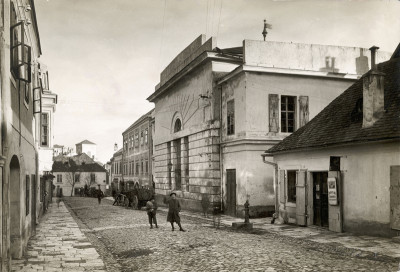
Synagoge in Eisenstadt (Bildmitte)

Die Synagoge in Eisenstadt, der Landeshauptstadt des Bundeslandes Burgenland in Österreich, wurde 1832/33 errichtet. Die Synagoge befand sich im Jüdischen Viertel Unterberg-Eisenstadt.
Die Synagoge wurde beim Novemberpogrom 1938 in Brand gesetzt und die wertvollen Kultgeräte wurden zerstört. Das Synagogengrundstück wurde danach verkauft und die Ruine anschließend abgetragen. Anderen Quellen zufolge soll die Synagoge bereits im Sommer 1938 stark beschädigt, während des Krieges allerdings als Lager verwendet worden sein. Erst nach dem Krieg wurde sie abgerissen.

## Gedenken
Eine Gedenktafel im neu erbauten Gewerkschaftsgebäude auf dem Synagogengrundstück erinnerte mit der Inschrift an die Synagoge: „An dieser Stelle stand der Tempel der jüdischen Gemeinde Eisenstadt, bis Rassenwahn und nationale Überheblichkeit ihn am 11. November 1938 in Brand steckten. Der Österreichische Gewerkschaftsbund erwarb das Grundstück und erbaute 1951 bis 1952 dieses Haus. In ihm soll der Geist menschlicher Verbundenheit und brüderlicher Zusammengehörigkeit wirken.“
In den 1980er Jahren wurde das Gewerkschaftshaus verkauft und der neue Besitzer, eine Versicherungsgesellschaft, ersetzte die Gedenktafel durch eine neue mit der Inschrift: „An dieser Stelle stand die Synagoge der Jüdischen Gemeinde Eisenstadt, die am 11. November 1938 in der Kristallnacht verwüstet wurde.“